# Chile Hoy
Chile Hoy es una serie de pinturas murales realizada por el pintor chileno-español Guillermo Muñoz Vera en los andenes de la estación La Moneda del Metro de Santiago, Chile.

## Proyecto MetroArte
En 2002 Muñoz Vera fue invitado por MetroArte a pintar una serie de cuadros para ambos andenes de la estación La Moneda del Metro de Santiago en Chile, a escasos pasos del palacio presidencial, y que se titularía originalmente Chile y su gente.
En septiembre de 2005 una serie de 14 murales que suman en total 180 metros cuadrados fue inaugurado bajo el título Chile Hoy. En esta selección el autor reflejó «un compendio gráfico del paisaje chileno»", desde el desierto de Atacama hasta los glaciares de la Patagonia.
Estas 14 pinturas murales de diferentes formatos fueron realizados en los talleres de la Fundación Arte y Autores Contemporáneos en la localidad española de Chinchón. El proyecto de Chile Hoy implicó la remodelación de la estación a nivel de andenes.

## Listado de obras

### Andén norte
- Valle de la Luna
- Geoglifos
- Valle del Elqui
- Cordillera de los Andes
- Camino a las Termas de Chillán
- Lago Llanquihue
- Estrecho de Magallanes

### Andén sur
- Glaciar Grey
- Palafitos de Castro
- Araucarias de Nahuelbuta
- Valle de la Luna
- Santiago
- La Portada
- Cementerio de Pisagua

## Galería

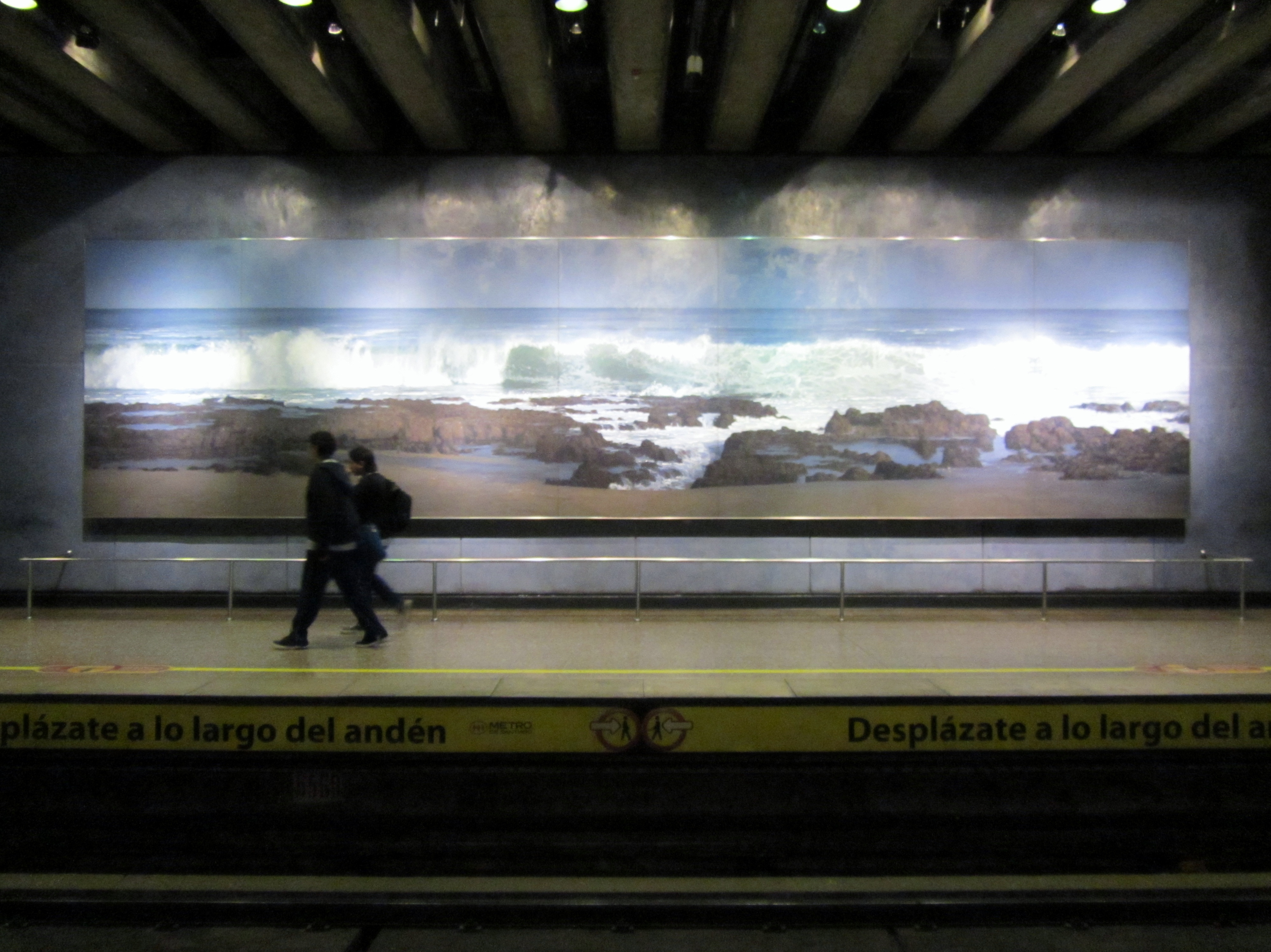
Océano Pacífico (3x11,9 metros)
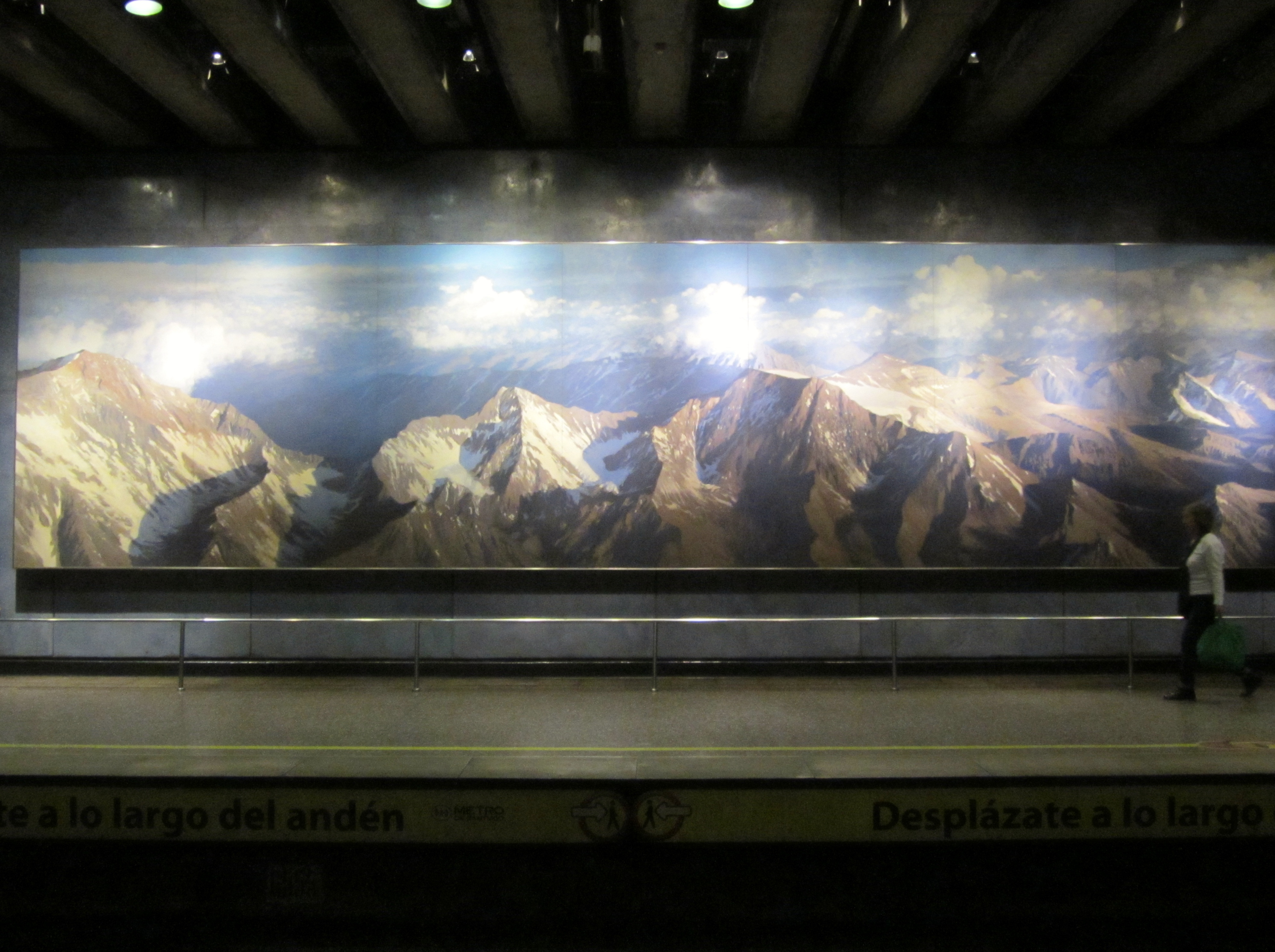
Cordillera de los Andes (3x11,9 metros)
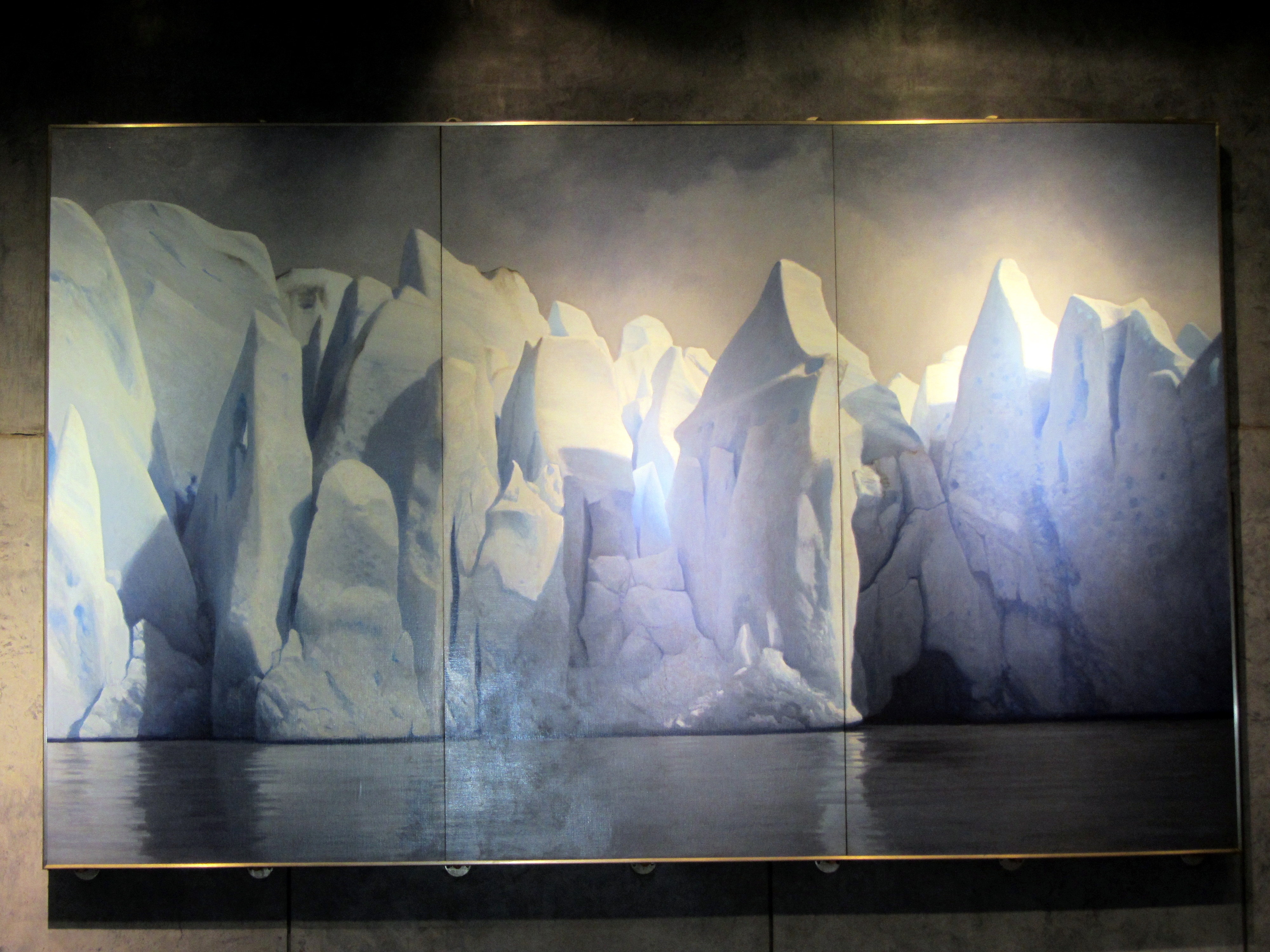
Glaciar Grey (3x4,8 metros)
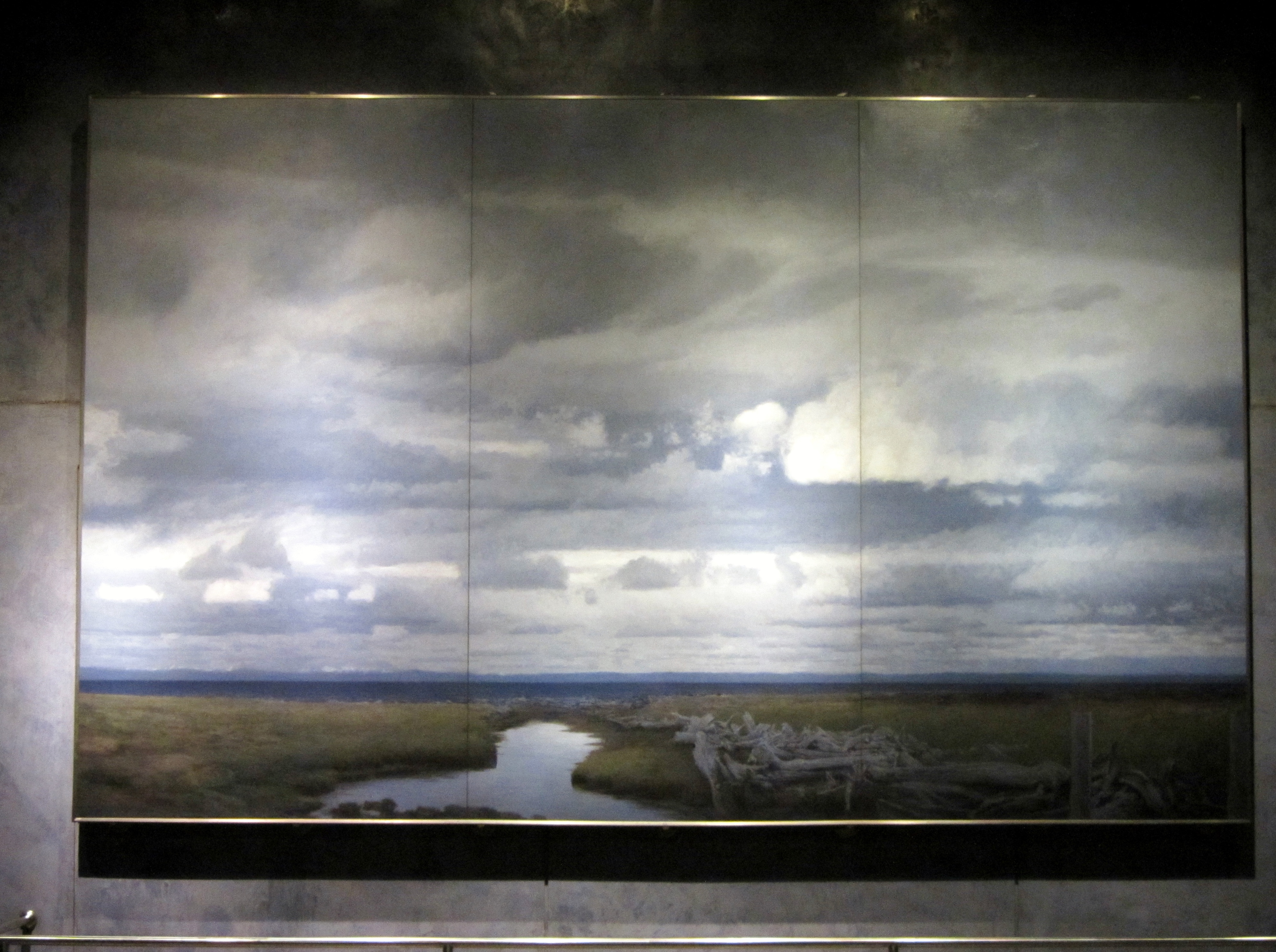
Estrecho de Magallanes (3x4,8 metros)
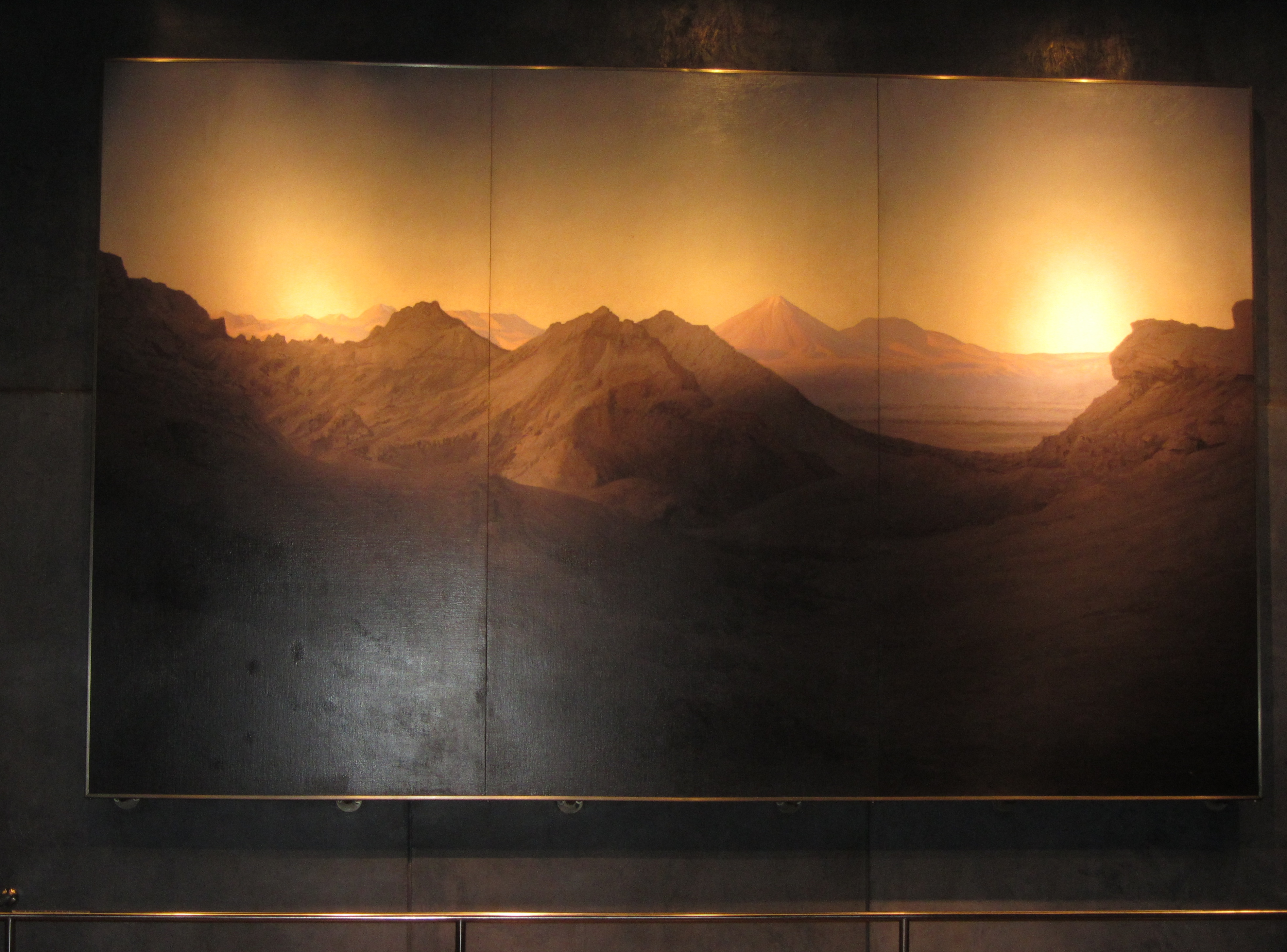
Valle de la Luna (3x4,8 metros)
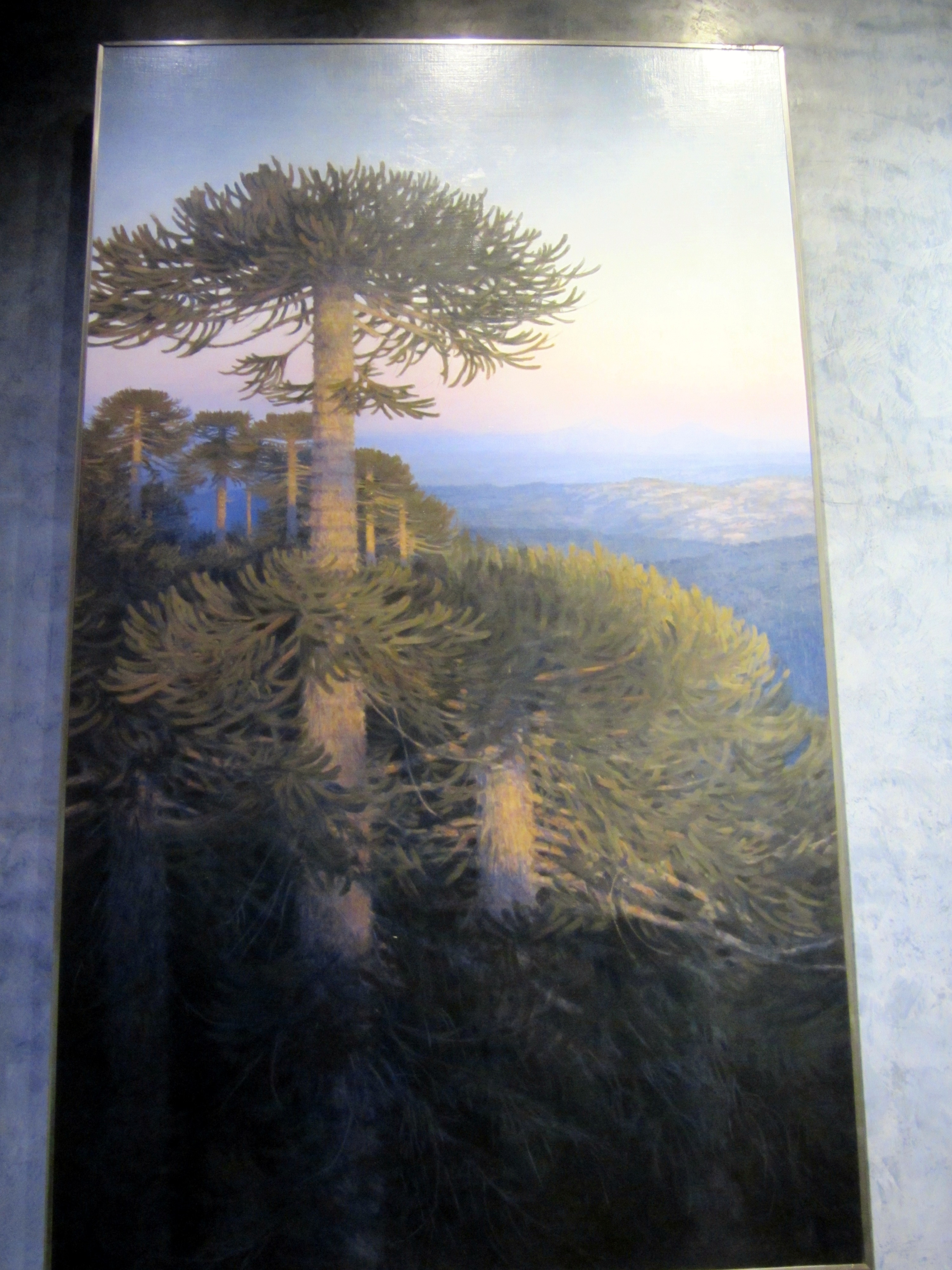
Araucarias de Nahuelbuta (3,1x1,83 metros)
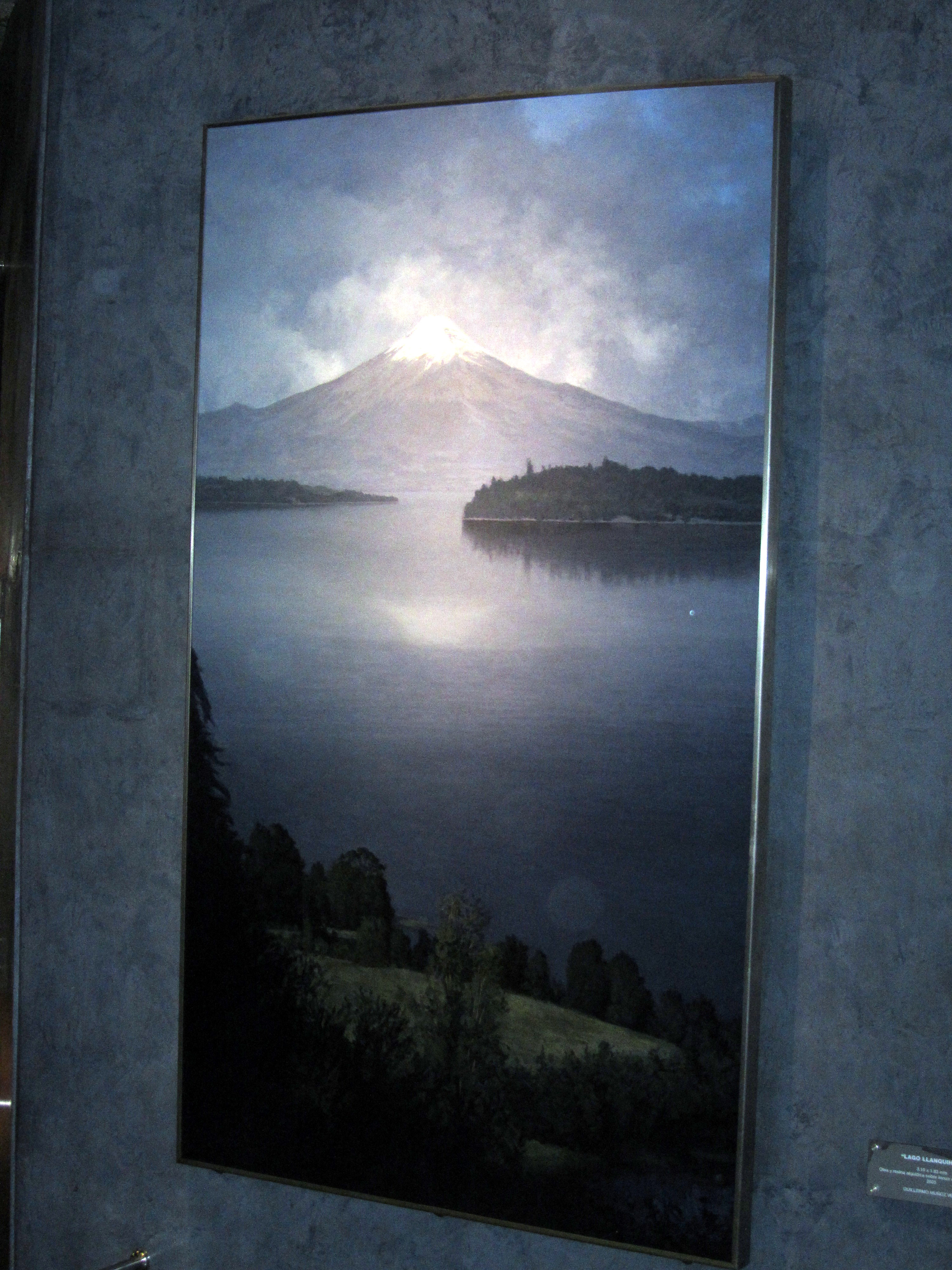
Lago Llanquihue (3,1x1,83 metros)
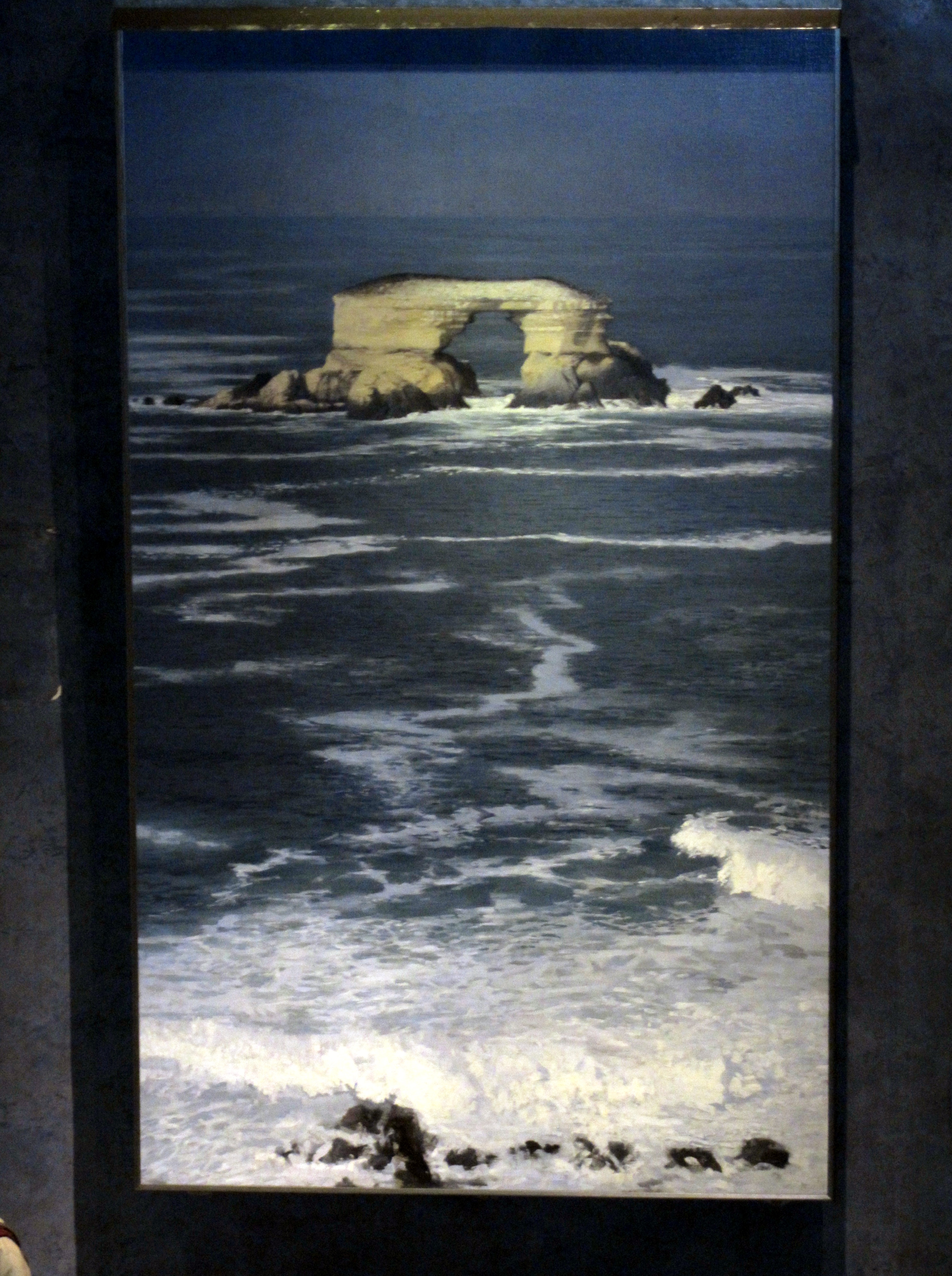
La Portada (3,1x1,83 metros)
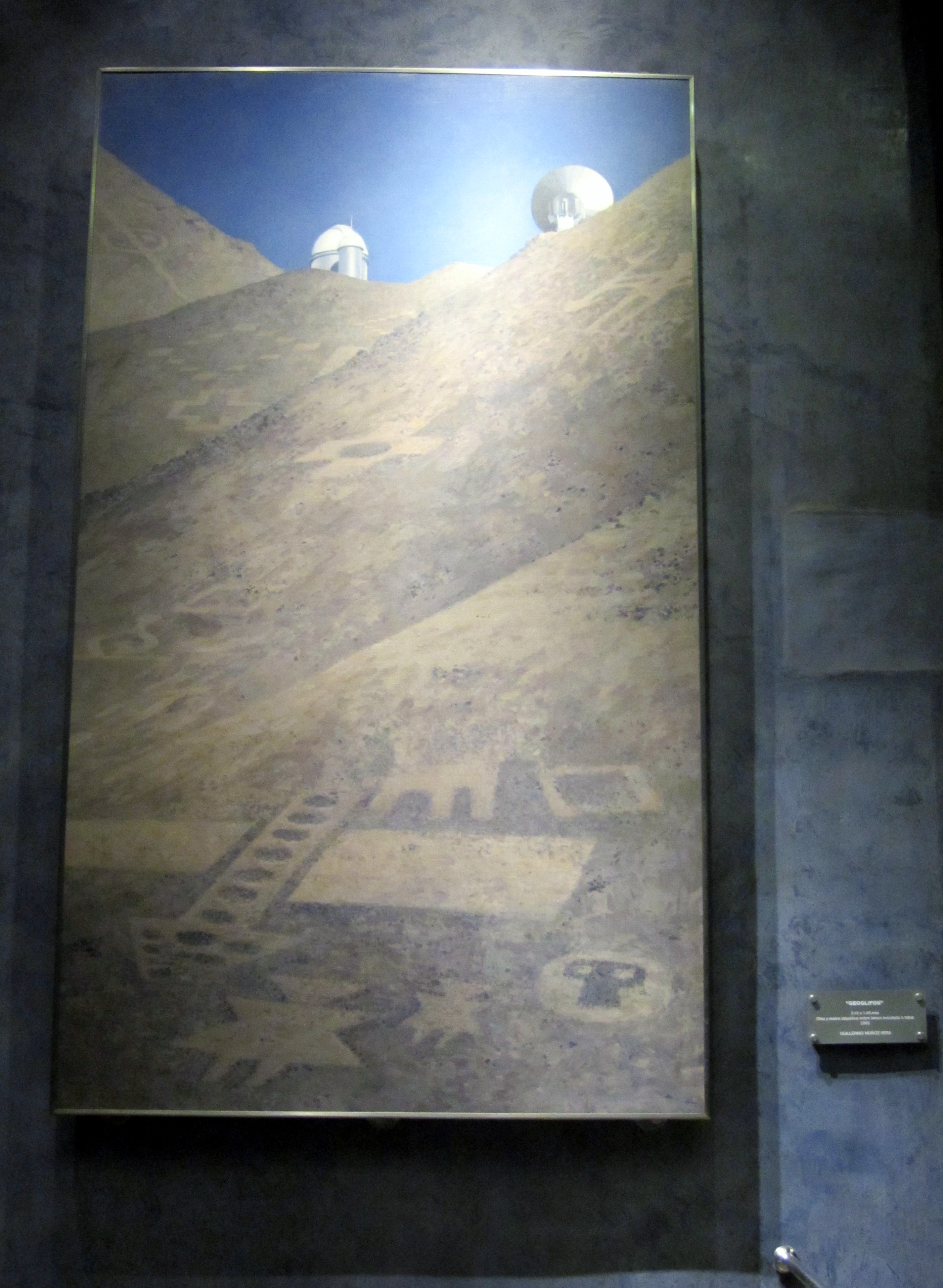
Geoglifos (3,1x1,83 metros)
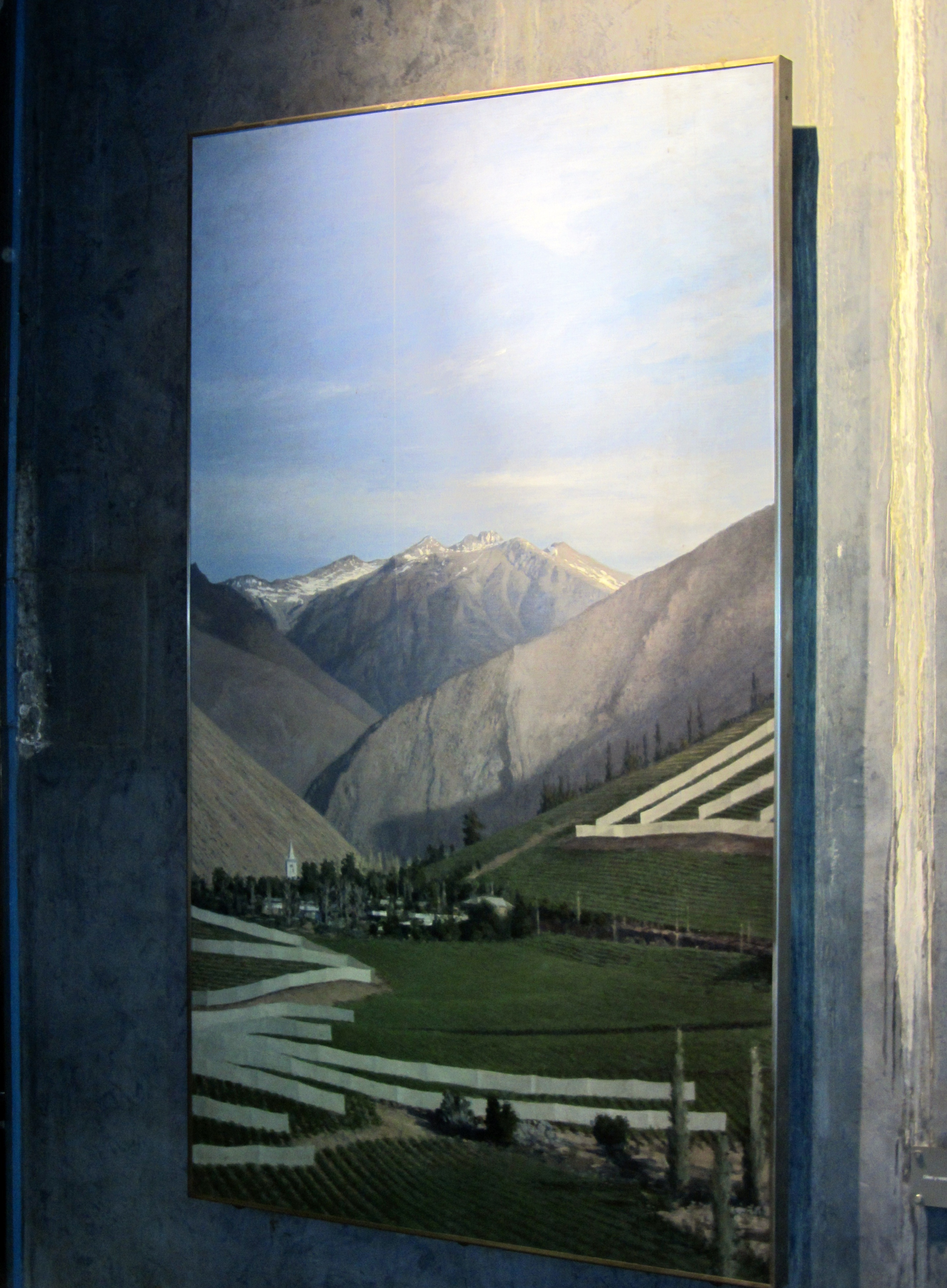
Valle del Elqui (3,1x1,83 metros)
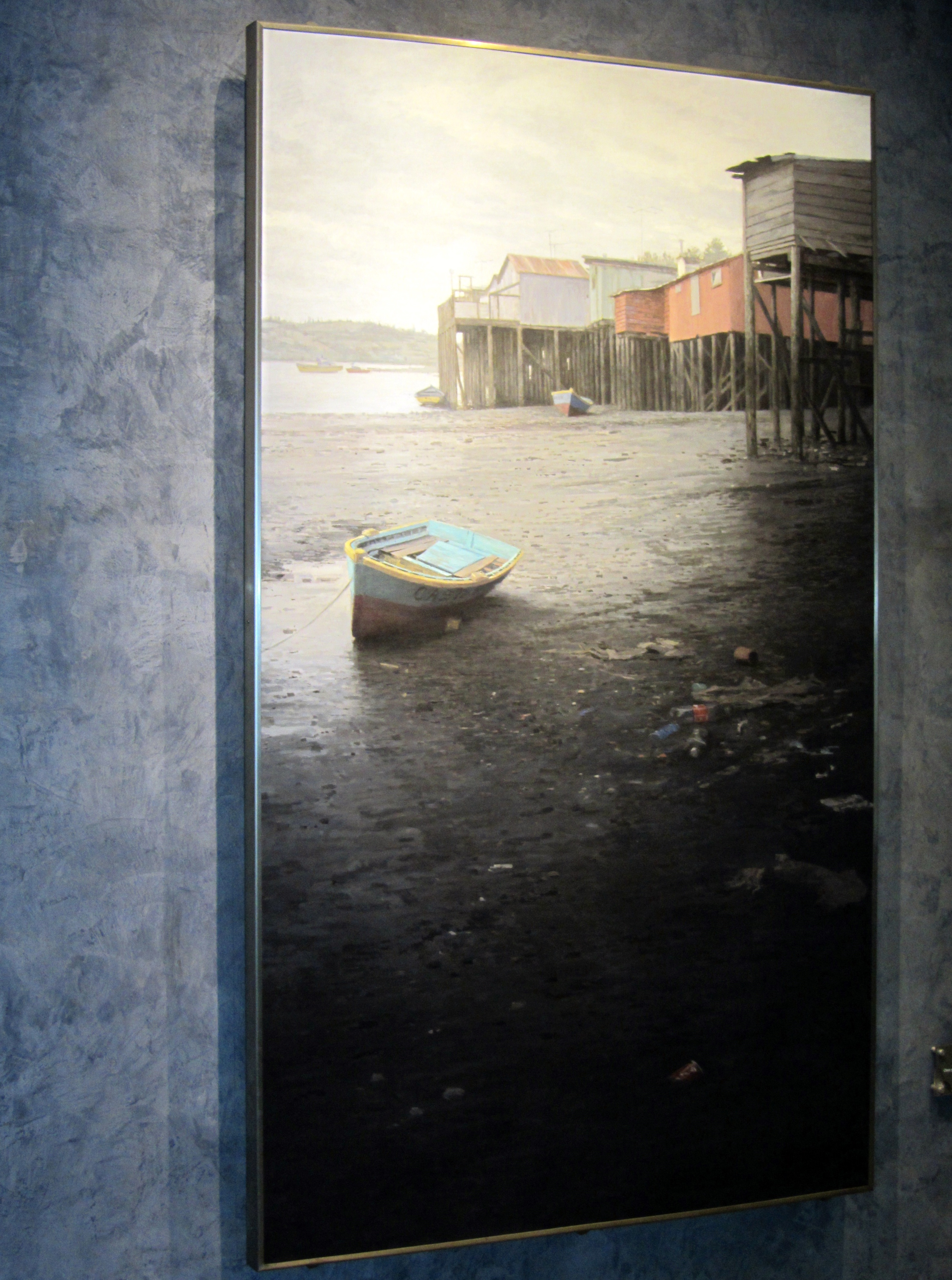
Palafitos de Castro (3,1x1,83 metros)
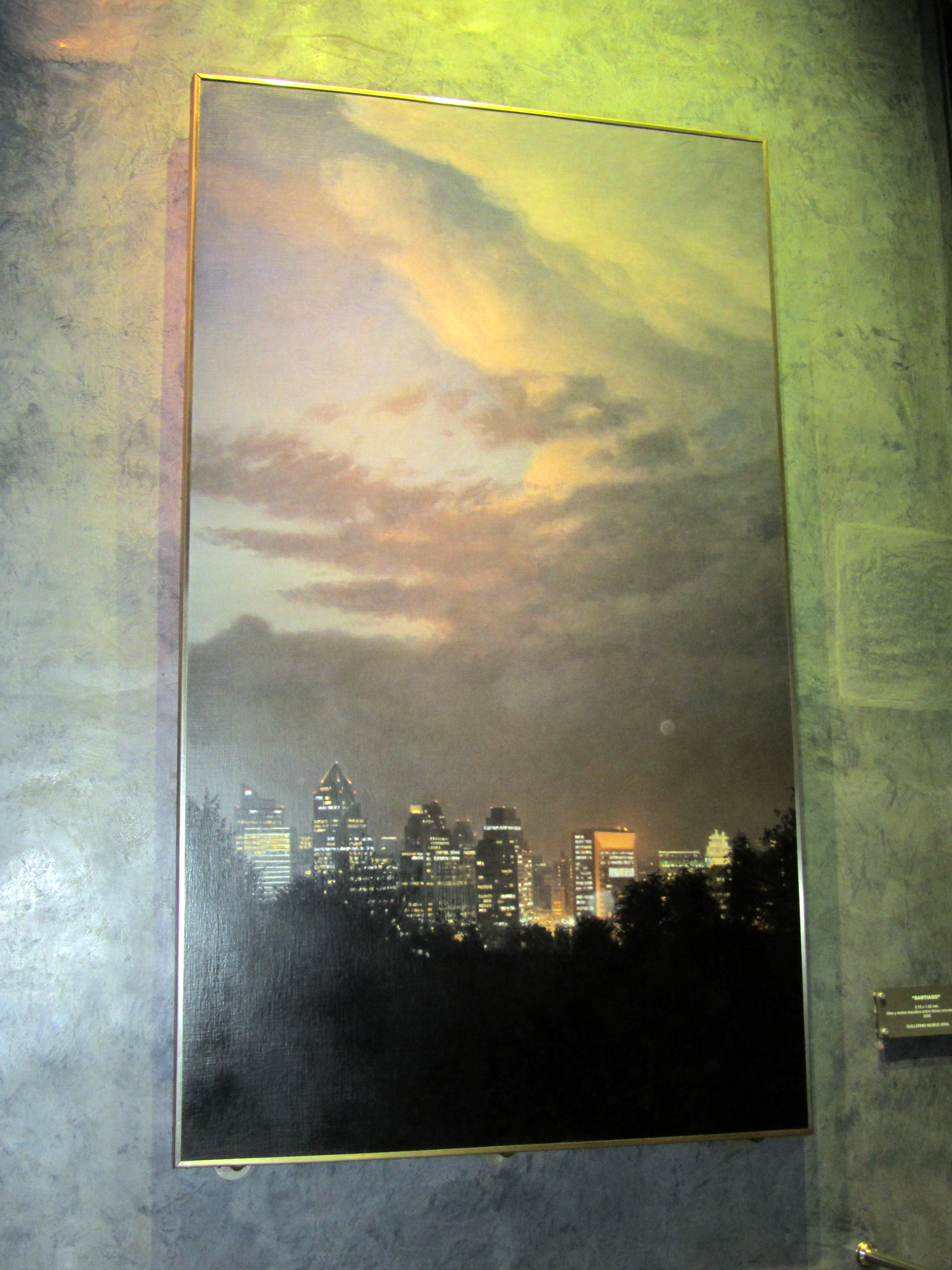
Santiago (3,1x1,83 metros)
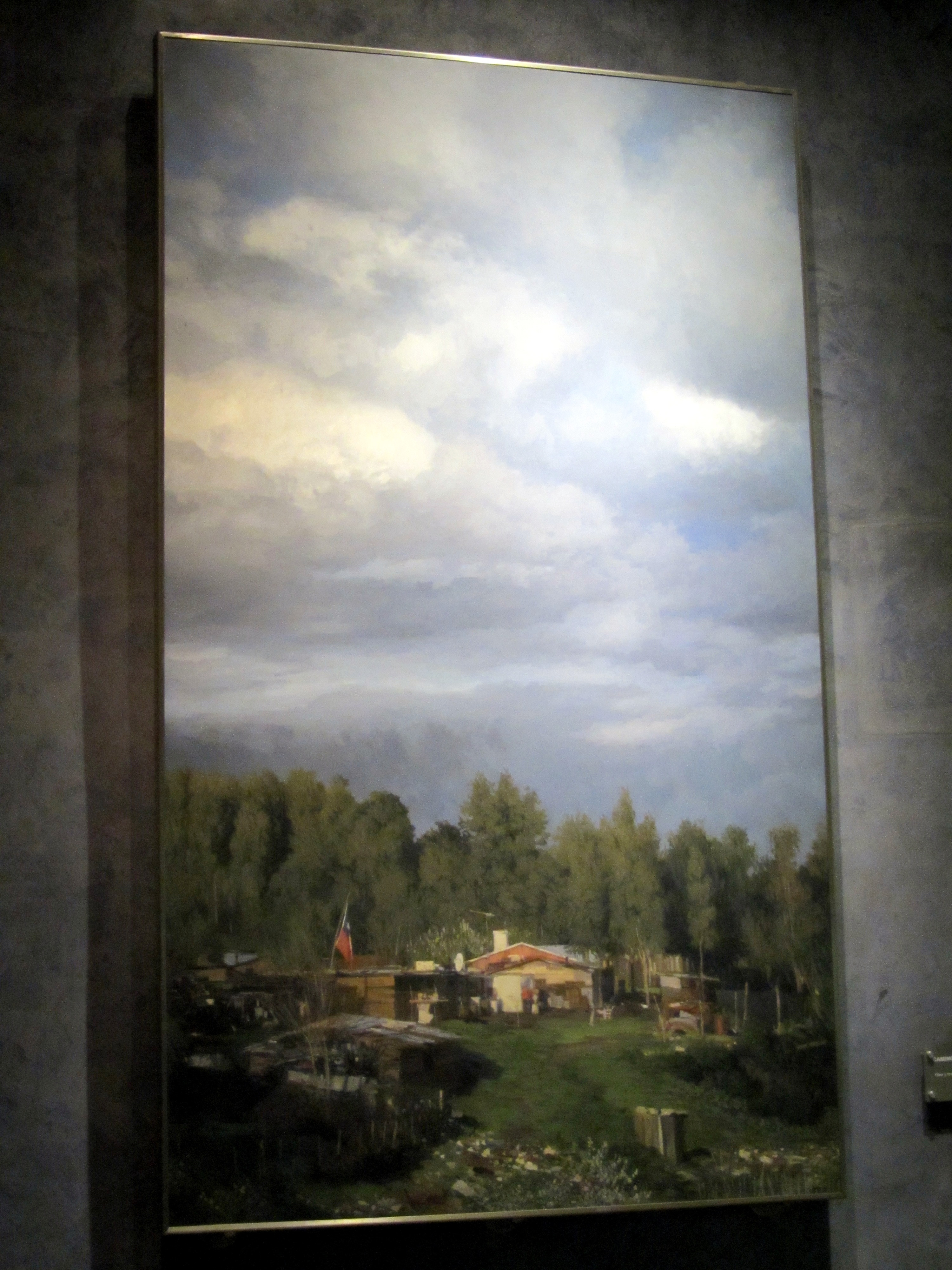
Camino a las Termas de Chillán (3,1x1,83 metros)
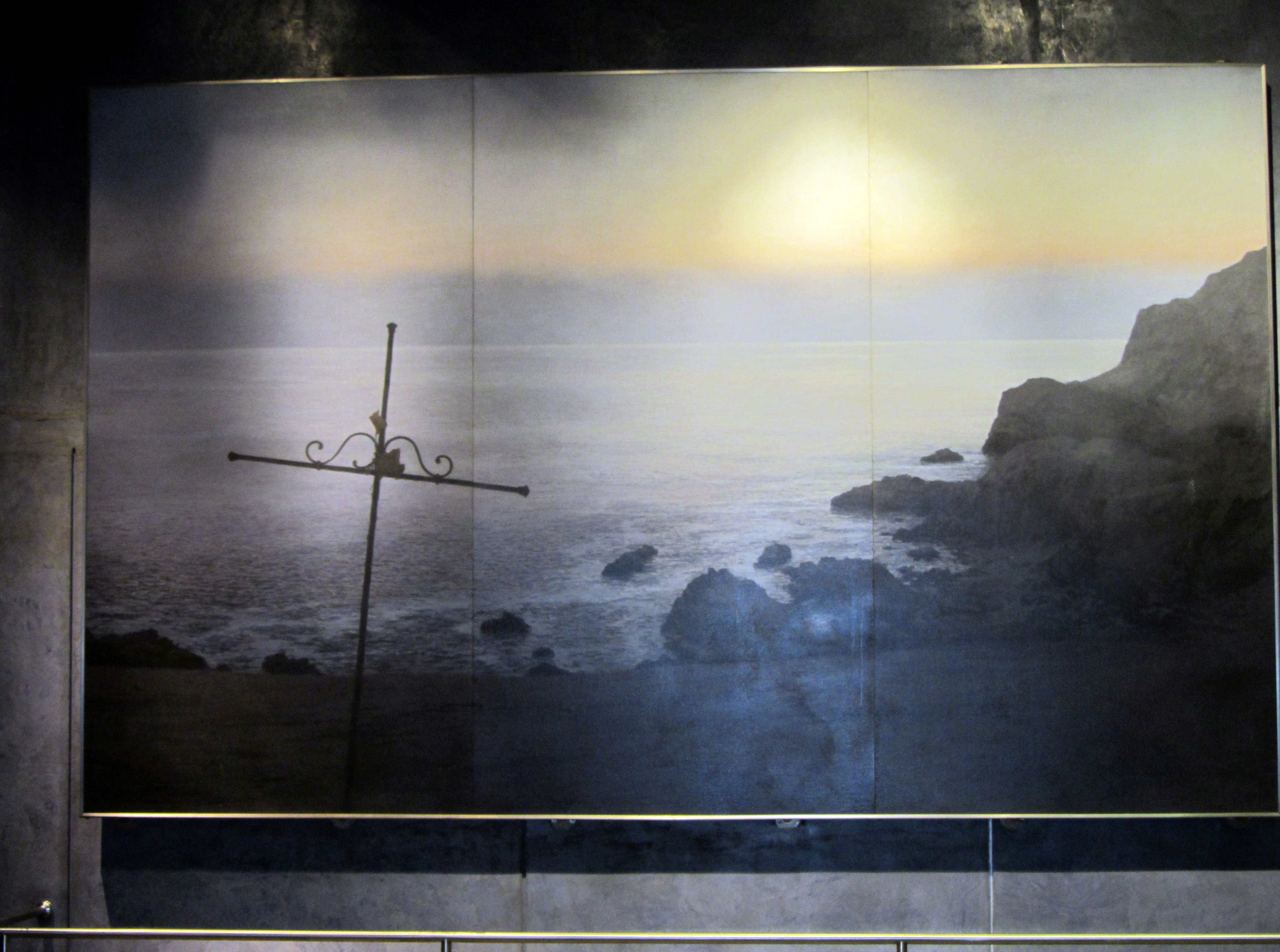
Cementerio de Pisagua (3x4,8 metros)